# 1474
Cette page concerne l'année 1474  du calendrier julien.
L'année 1474 est une année commune qui commence un samedi.

## Événements
- 18 juillet : exécution du vizir ottoman d’origine grecque Mahmud Pacha Angelović, soupçonné d’avoir négocié avec Venise entre 1469 et 1473 pour restaurer à son profit l’Empire byzantin[1].
- 26 août : Catherine Cornaro devient reine de Chypre à la mort de son fils Jacques III le posthume[2].
- 19 décembre[3] : au Japon, le shogun Yoshimasa Ashikaga abdique pour se consacrer aux arts en faveur de son fils Yoshihisa Ashikaga. Un conflit de succession précipite le déclin de la famille Ashikaga.

### Europe
- 6 février : les Ottomans incendient Varaždin en Croatie dont la population est massacrée[4]. Ils mènent des incursions en Autriche et en Hongrie jusqu'en 1480.
- 21 février : traité d'Utrecht entre la Hanse et l'Angleterre, ratifié par la Hanse le 1er mai et par Édouard IV d'Angleterre le 20 juillet[5] ; par cette convention les Anglais obtiennent la liberté du commerce dans la mer Baltique, en Prusse et dans les villes de la Hanse, et les villes hanséatiques la confirmation de leurs privilèges en Angleterre[6].
- Février[7] : Louis XI de France accorde des privilèges aux marchands étrangers venus s’installer à Bordeaux. De nombreux nouveaux chrétiens d’Espagne et du Portugal s’installent dans la ville[8].

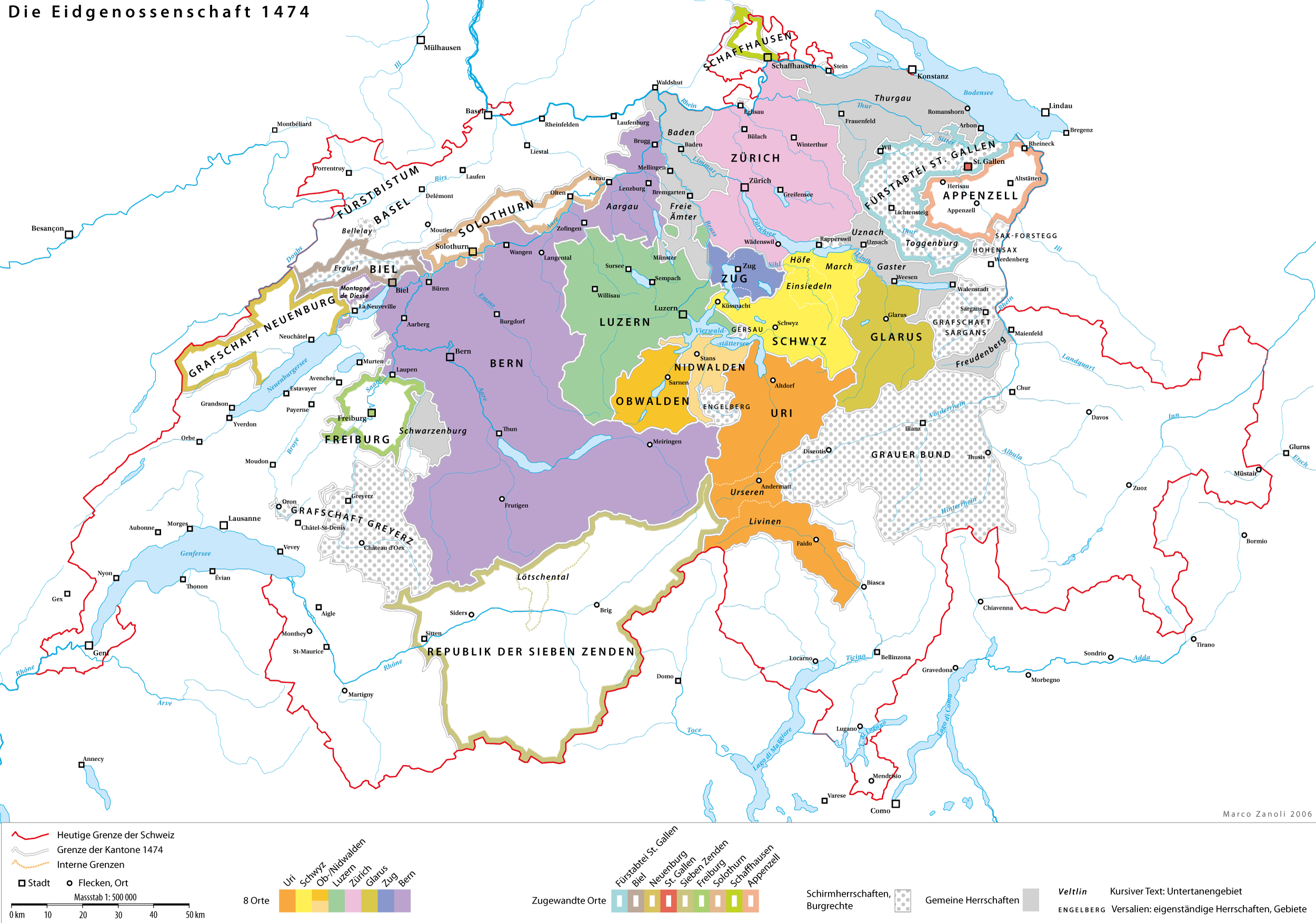
Les cantons suisses en 1474

- 29 mars - 30 mars - 4 avril : création de la Ligue de Constance entre Sigismond du Tyrol, Bâle, Strasbourg, Colmar, Sélestat et les cantons suisses contre Charles le Téméraire[9].
  - Louis XI de France tisse autour du bourguignon un filet diplomatique : il se lie aux Suisses et traite avec les Anglais (1475).

- 23 avril : « détestable commocion » de Bourges, émeute urbaine contre les droits d'entrée (« barrage »), durement réprimée par l’autorité royale. Le 15 mai, plusieurs personnes sont pendues, des biens d'artisans impliqués sont confisqués et de fortes amendes sont imposées[10].
- 17 mai : le pape Sixte IV reconnait officiellement l'ordre des Minimes[11].

- 23 mai : Giuliano della Rovere, futur pape Jules II, est nommé évêque d'Avignon[12].
- Mai : début du siège de Scutari par les Ottomans, qui doivent se retirer en août devant la maladie. La flotte vénitienne, qui opère sur le littoral albanais est elle aussi décimée par la malaria et doit gagner Cattaro pour s’y refaire[13].

- 25 juillet : Édouard IV d'Angleterre et Charles le Téméraire signent un traité à Londres en vertu duquel le roi d’Angleterre s’engage à débarquer en France avec dix mille hommes avant le 1er juin 1475[14].
- 31 juillet : début du siège de Neuss[15]. Le Téméraire part à la conquête de la Lorraine mais est mis en échec devant Neuss, en Rhénanie (fin le 26 juin 1475).

- 25 octobre : les cantons suisses déclarent la guerre à Charles le Téméraire. Début des guerres de Bourgogne (fin en 1477)[16].

- 13 novembre : bataille d'Héricourt[16]. En 1474 les Alsaciens se révoltent contre le bailli Pierre de Hagenbach qui leur a été imposé par le duc de Bourgogne, leur seigneur, et appellent au secours les Suisses, leurs alliés, qui battent les Bourguignons à Héricourt.
- 26 novembre - 6 décembre : les pourparlers de Breslau entre Mathias Corvin, Vladislas IV de Bohême et Casimir IV de Pologne aboutissent à la conclusion d’un armistice de trois ans[17].

- 13 décembre : Isabelle Ire se fait proclamer reine de Castille à Ségovie (fin de règne en 1504)[18]. Rébellion des nobles castillans appuyés par Alphonse V de Portugal qui soutiennent Jeanne de Castille contre Isabelle (fin en 1477).
- Décembre : Mehmet II envoie des troupes en Moldavie afin de punir Étienne III le Grand qui refuse de payer le tribut[19].

- Ivan III le Grand réunit Rostov à l’État moscovite[20].

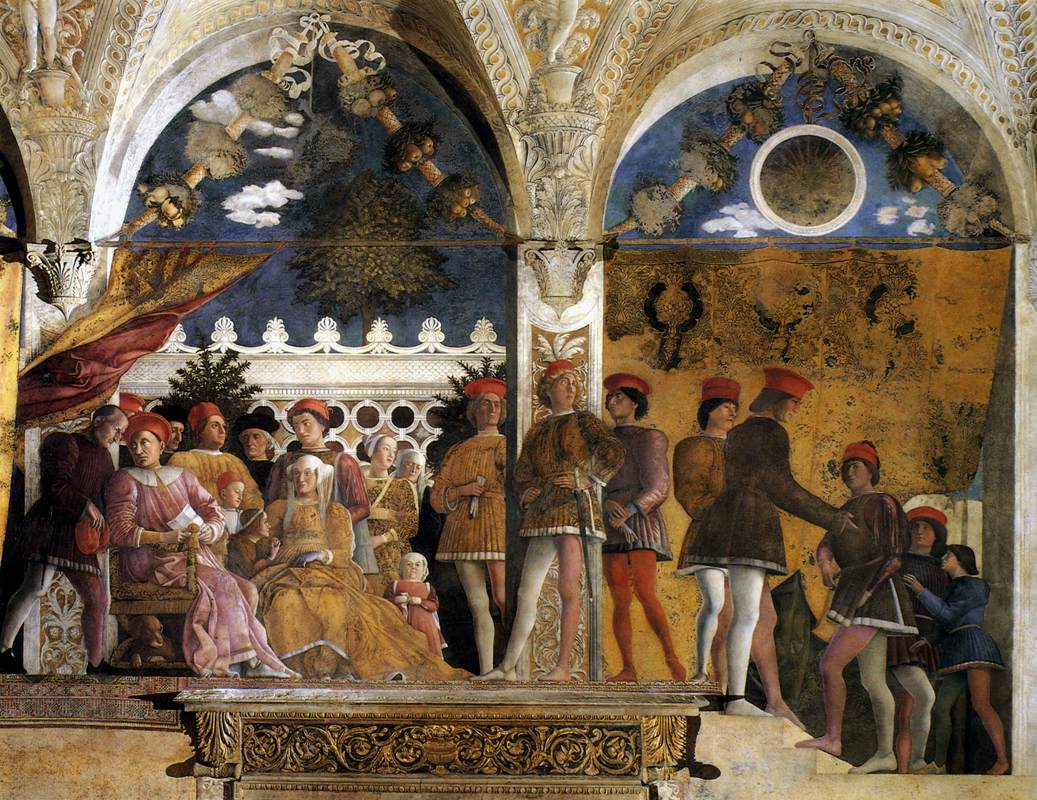
La cour de Mantoue, fresque d'Andrea Mantegna

## Naissances en 1474
- 18 mai : Isabelle d'Este, noble italienne, Première Dame de la Renaissance († 13 février 1539).
- 13 octobre : Mariotto Albertinelli, peintre italien († 5 novembre 1515).
- 11 novembre : Bartolomé de Las Casas, prêtre dominicain, missionnaire, écrivain et historien espagnol († 17 juillet 1566).
- Date inconnue :
- Vincenzo Capirola, compositeur et luthiste italien († 1548).

## Décès en 1474
- 27 novembre : Guillaume Dufay, compositeur français (né v. 1400), l’un des premiers maîtres du contrepoint et de la polyphonie à quatre voix.
- 3 septembre : Étienne Chevalier, Trésorier de France (né v. 1410)[21].
- 11 décembre : Henri IV de Castille[18].
- 16 décembre : Ali Quchtchi (né vers 1403), mathématicien et astronome ottoman.

- Gendun Drub, premier dalaï-lama (nommé rétroactivement).